# Francesca Mambro
Francesca Mambro (née à Chieti le 25 avril 1959) est une terroriste italienne membre du groupe néofasciste Noyaux armés révolutionnaires.
Arrêtée à Rome le 5 mars 1982, elle est jugée et reconnue coupable du meurtre de 96 personnes et de plusieurs autres crimes. Condamnée à neuf peines d'emprisonnement à perpétuité, sa peine a expiré en 2013, après avoir une remise en liberté conditionnelle en 2008.

## Biographie
Francesca Mambro naît à Chieti, fille aînée d'un commissaire de la sécurité publique. Sa famille s'installe  à Rome, dans un quartier populaire proche de Piazza Bologna.

### Militante politique d'extrême droite
Francesca Mambro commence son militantisme politique pendant les années de lycée et poursuit avec le Mouvement Social Italien (Movimento Sociale Italiano), en menant son activité d'abord dans le Front de la Jeunesse (Fronte della Gioventù) et ensuite dans le « FUAN » (Fronte universitario d'azione nazionale) fréquentant le siège de Via Siena, dans le quartier Nomentano. Elle milite dans les rangs de l'organisation Lotta Popolare, un courant du MSI, dirigé par Teodoro Buontempo et Paolo Signorelli, qui vise à contrer l'offensive de l'aile modérée du parti.

### Passage à l'action violente
Pour Francesca Mambro, les choses changent le 7 janvier 1978, à la suite du massacre d'Acca Larentia) (Strage di Acca Larentia). Ce jour-là, 5 militants du MSI sont mitraillés, devant l'entrée du siège de leur parti, par un groupe équipé d'armes automatiques. Deux militants du MSI sont tués, un autre est blessé. Quelques heures plus tard, les militants du MSI organisent un sit-in de protestation. La police charge la manifestation et, lors des heurts, un commissaire de police tue un autre militant du MSI avec son arme de service. L'attentat sera revendiqué par les Nuclei Armati per il Contropotere Territoriale. L'enquête établira, notamment grâce à l'identification balistique, que ce groupe était une émanation de l'organisation d’extrême gauche Lotta Continua, mais aucune condamnation n'eut lieu. De nombreux militants diront avoir été  poussé vers la lutte armée par cet attentat,.
Mambro rejoint les Noyaux armées révolutionnaires de Valerio Fioravanti, qui devient bientôt son partenaire de vie.  
Ses premières actions sont deux vols (8 février et 15 mars 1979) dans des armureries du centre de Rome, dans le but de commémorer la mort de Franco Anselmi, un militant des NAR.
Le 7 mars 1979, à la veille de la Journée internationale de la femme, elle dépose une bombe rudimentaire devant les fenêtres du club culturel féministe du quartier Prati de Rome.
Le 30 mars 1980, Mambro, Fioravanti et Gigi Cavallini attaquent les locaux de la circonscription militaire de Padoue, emportant quatre mitrailleuses, cinq fusils automatiques, des pistolets et des balles. Sur le mur de la caserne, avant de partir, Mambro signe le vol avec les initiales BR (Brigades rouges) pour dérouter l'enquête.
Le 28 mai 1980, elle participe à l'attaque devant le lycée Giulio Cesare de Rome, au cours de laquelle le un policier est tué et un autre blessé.
Le 23 juin 1980, à Rome, le NAR assassine le procureur adjoint Mario Amato qui mène les principales enquêtes sur les mouvements subversifs de droite. Au lendemain de l'assassinat, le groupe communique à un journal l'emplacement du tract revendiquant la responsabilité : « Aujourd'hui 23 juin 1980 à 8h05, nous avons exécuté la condamnation à mort prononcée contre le procureur adjoint Mario Amato, entre les mains duquel passent tous les procès contre nos camarades. Aujourd’hui, il a mis fin, farci de plomb, à sa sordide existence. D'autres encore paieront ».
Le 2 août 1980, Mambro participe avec Fioravanti à l'attentat de la gare de Bologne,
Le 9 septembre 1980, Mambro, Dario Mariani, Giorgio Vale, Valerio et Cristiano Fioravanti exécutent Francesco Mangiameli, leader du mouvement d'extrême droite Troisième Position en Sicile, accusé d'avoir empoché l'argent qui devait servir à la fuite du terroriste « noir » Pierluigi Concutelli.
Le 5 février 1981, un commando composé de Valerio Fioravanti, son frère Cristiano, Francesca Mambro, Gigi Cavallini, Giorgio Vale et Gabriele De Francisci est surpris par les carabiniers alors qu'il tentait de récupérer des armes jetées dans le Bacchiglione, le canal de Padoue. Dans la fusillade qui s'ensuit, deux militaires sont tués. Valerio Fioravanti, grièvement blessé, est arrêté peu après. Après son arrestation, le NAR mène une campagne d'épuration à la recherche de présumés informateurs, calomniateurs et profiteurs dans les milieux d'extrême droite. Dans ce cadre, le 31 juillet 1981, Mambro, Giorgio Vale et Alessandro Alibrandi tuent Giuseppe De Luca, dit Pino le Calabrais. Le 30 septembre, Mambro participe à l'assassinat de Marco Pizzari, soupçonné d'être responsable de l'arrestation de Luigi Ciavardini et de Nanni De Angelis.
Le 21 octobre 1981, à Rome, Mambro, Alessandro Alibrandi, Gilberto Cavallini, Giorgio Vale, Stefano Soderini et Walter Sordi assassinent le capitaine des Digos (Divisione investigazioni generali e operazioni speciali) Francesco Straullu et l'agent Ciriaco Di Roma.
Le 5 mars 1982, à Rome, pendant une attaque de banque organisée par les NAR, au cours d'un échange de tirs avec la police, Mambro est grièvement blessée à l'aine par une balle, tandis qu'un étudiant est tué d'une balle perdue. Après avoir un moment pensé à l'achever pour éviter qu'elle ne parle, ses complices la déposent devant les urgences de l'hôpital Santo Spirito, sur le Lungotevere. Sauvée par les chirurgiens, elle est arrêtée par la police.

## Chefs d'accusation
Au cours des différents procès qui ont suivi sa capture, Francesca Mambro a été accusée de 96 meurtres au total, dont 85 personnes tuées dans le massacre de la gare de Bologne et de crimes tels que vol qualifié, possession illégale d'armes, violation du domicile, enlèvement, recel, contrefaçon, association subversive, violence privée, résistance et outrage, attaques terroristes, recel d'actes, dommages et falsification d'imprimés.
Elle a ensuite été condamnée à un total de neuf peines d'emprisonnement à perpétuité et à 84 ans et 8 mois d'emprisonnement pour une variété de délits. Les neuf peines d'emprisonnement à perpétuité sont les suivantes :
- Perpétuité pour le meurtre de Franco Evangelista (28 mai 1980)
- Perpétuité pour avoir été l'instigateur du meurtre de Mario Amato (23 juin 1980)
- Perpétuité pour l' Attentat de la gare de Bologne (2 août 1980)[11]
- Perpétuité pour le meurtre de Francesco Mangiameli (9 septembre 1980)
- Perpétuité pour le meurtre d'Enea Codotto et Luigi Maronese (5 février 1981)
- Perpétuité pour le meurtre de Giuseppe De Luca (31 juillet 1981)
- Perpétuité pour le meurtre de Marco Pizzari (30 septembre 1981)
- Perpétuité pour le meurtre de Francesco Straullu et Ciriaco Di Roma (21 octobre 1981)
- Perpétuité pour le meurtre d'Alessandro Caravillani (5 mars 1982)

## Vie privée
Depuis 1985, Francesca Mambro est mariée à Valerio Fioravanti, son partenaire depuis les années 1970, dont elle a eu une fille, Arianna, en 2001. Comme Fioravanti, elle assume la responsabilité morale de tous les crimes des NRA et, en particulier, de dix meurtres parmi ceux pour lesquels elle a été condamnée, reconnaissant les erreurs d'un groupe violent qui pratiquait la lutte armée, mais rejetant l'accusation de participation à l'attentat de la gare de Bologne (85 morts).
Après les procès et les condamnations, elle a purgé 16 ans de prison. En 1998, elle a été admise au régime de semi-liberté puis à la détention spéciale à domicile en 2002.
Le 23 août 2004, elle a participé avec Nadia Mantovani à la « Rencontre d'Amitié » à Rimini sur les années de plomb organisées par Communion et Libération une conférence qui a été critiquée par Paolo Bolognesi, président de l'Association des victimes de l'Attentat de la gare de Bologne.
Le 16 septembre 2008, le Tribunal de surveillance de Rome lui accorde une libération conditionnelle en acceptant une demande déposée par son avocat, Michele Leonardi, sur la base des dix dernières années passées en prison, pendant lesquelles l'ancienne terroriste « se repentirait et se consacrerait sans ménagement à la réconciliation et à la paix avec les familles des victimes ».
La mesure de probation a pris fin le 16 septembre 2013, date à laquelle sa peine a finalement pris fin.

## Source de traduction
- (it) Cet article est partiellement ou en totalité issu de l’article de Wikipédia en italien intitulé « Francesca Mambro » (voir la liste des auteurs).